# John McDonnell (Politiker)

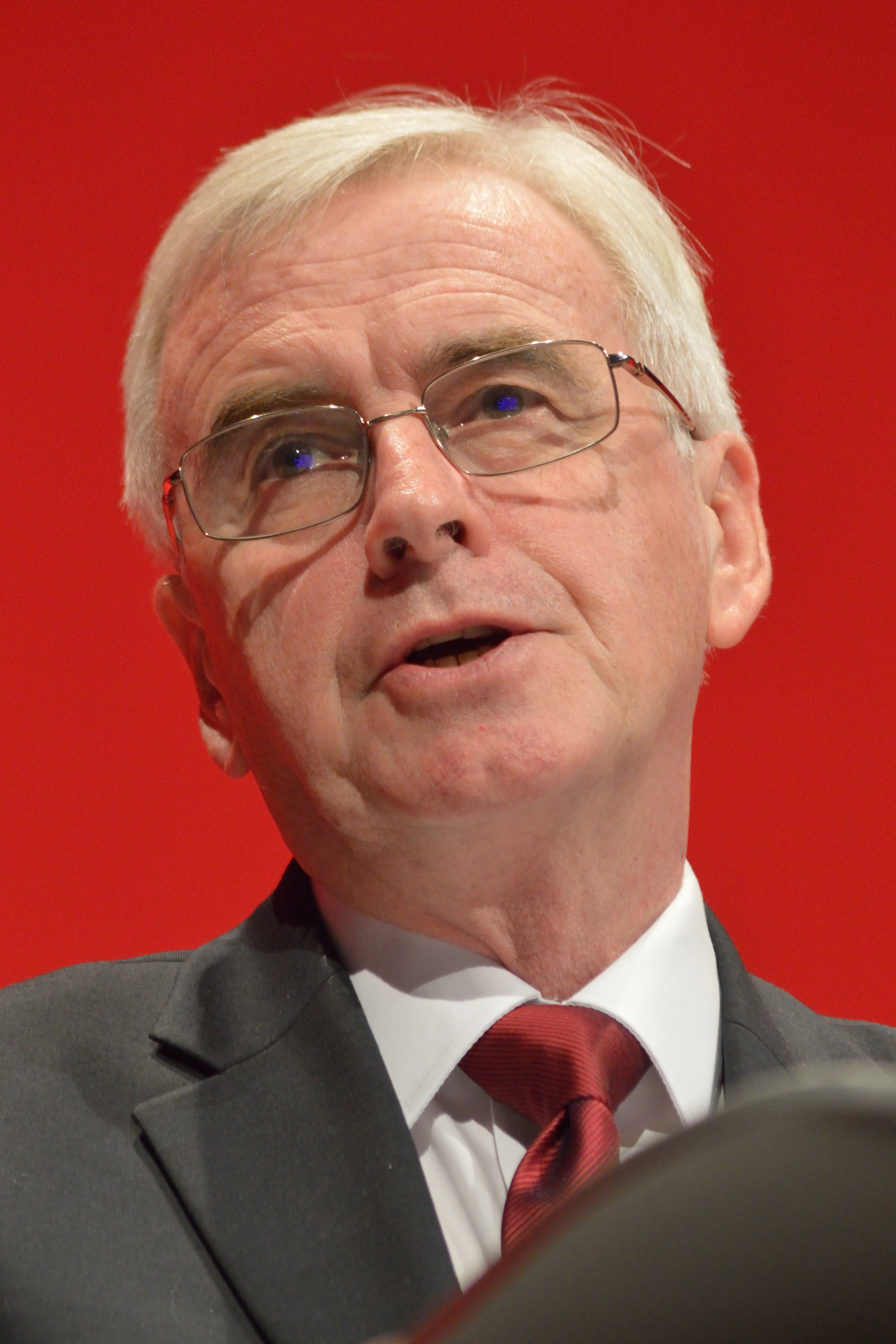
John McDonnell (2016)

John Martin McDonnell (* 8. September 1951 in Liverpool) ist ein britischer Politiker der Labour Party und war von 13. September 2015 bis 5. April 2020 Schatzkanzler in Jeremy Corbyns Schattenkabinett.

## Kindheit und Jugend
Schon in früher Kindheit zog John McDonnell mit seiner Familie in die Region East Anglia, wo sein Vater als Busfahrer arbeitete und Sekretär der Gewerkschaft „Transport and General Workers' Union (TGWU)“ wurde. Nach der Great Yarmouth Grammar School besuchte John das St Joseph’s College in Ipswich, um sich zum katholischen Priester ausbilden zu lassen. Nachdem er Mädchen kennengelernt hatte, brach er die Ausbildung jedoch ab und arbeitete in verschiedenen Jobs. Erst nach der Heirat mit seiner ersten Frau nahm McDonnell ein Abendstudium am Technical College in Burnley auf, um einen A-Level-Schulabschluss (Hochschulreife) zu erlangen. Mit 23 zog er nach Hayes (Hillingdon) um und besuchte die Brunel University, wo er schließlich den Bachelor-Grad in Politik und Verwaltung erwarb.

## Politischer Werdegang
Daneben engagierte McDonnell sich bereits in der Gewerkschaft des Öffentlichen Dienstes (National Union of Public Employees). Nach dem Abschluss als Master für Politik und Soziologie am Birkbeck College in London war er ab 1977 Funktionär der Bergarbeitergewerkschaft National Union of Mineworkers (NUM) und von 1978 bis 1982 des britischen Gewerkschaftsbundes TUC. 1981  erlangte er bei den Wahlen zum Londoner Stadtrat (Greater London Council) das Mandat für den Bezirk Hayes und Harlington. Der Leiter der Londoner Stadtverwaltung, Ken Livingstone, engagierte ihn als Leiter des Finanzreferats, entließ ihn jedoch 1985 kurz bevor die konservative Regierung den Stadtrat komplett abschaffte. McDonnell arbeitete weiter in der kommunalen Verwaltung: 1985–1987 war er Leiter des Politikreferates der Bezirksverwaltung des Londoner Stadtteils Camden (London Borough of Camden), 1987–1995 Vorstand der Vereinigung der Londoner Behörden und danach bis 1997 Chef des Kommunalverbandes der Londoner Stadtbezirke („Association of London Government“).  Seit 1. Mai 1997 ist er für Hayes und Harlington Mitglied des britischen Unterhauses.
Nach der Wiedereinsetzung einer zentralen Londoner Stadtregierung berief der 2000 neugewählte Bürgermeister Ken Livingstone McDonnell in seine Verwaltung.

## Kampf um die Parteiführung
In den Wahlen zur Parteiführung der Labour Party 2007 und 2010 trat McDonnell an, verfehlte aber in beiden Fällen die notwendige Mindestzahl an Abgeordneten als Unterstützer, um eine Nominierung als Kandidat zu erlangen. Bei der Wahl der Parteiführung 2015 unterstützte er Jeremy Corbyn, der ihn als Schattenkanzler in sein Schattenkabinett berief.

## Politische Positionen

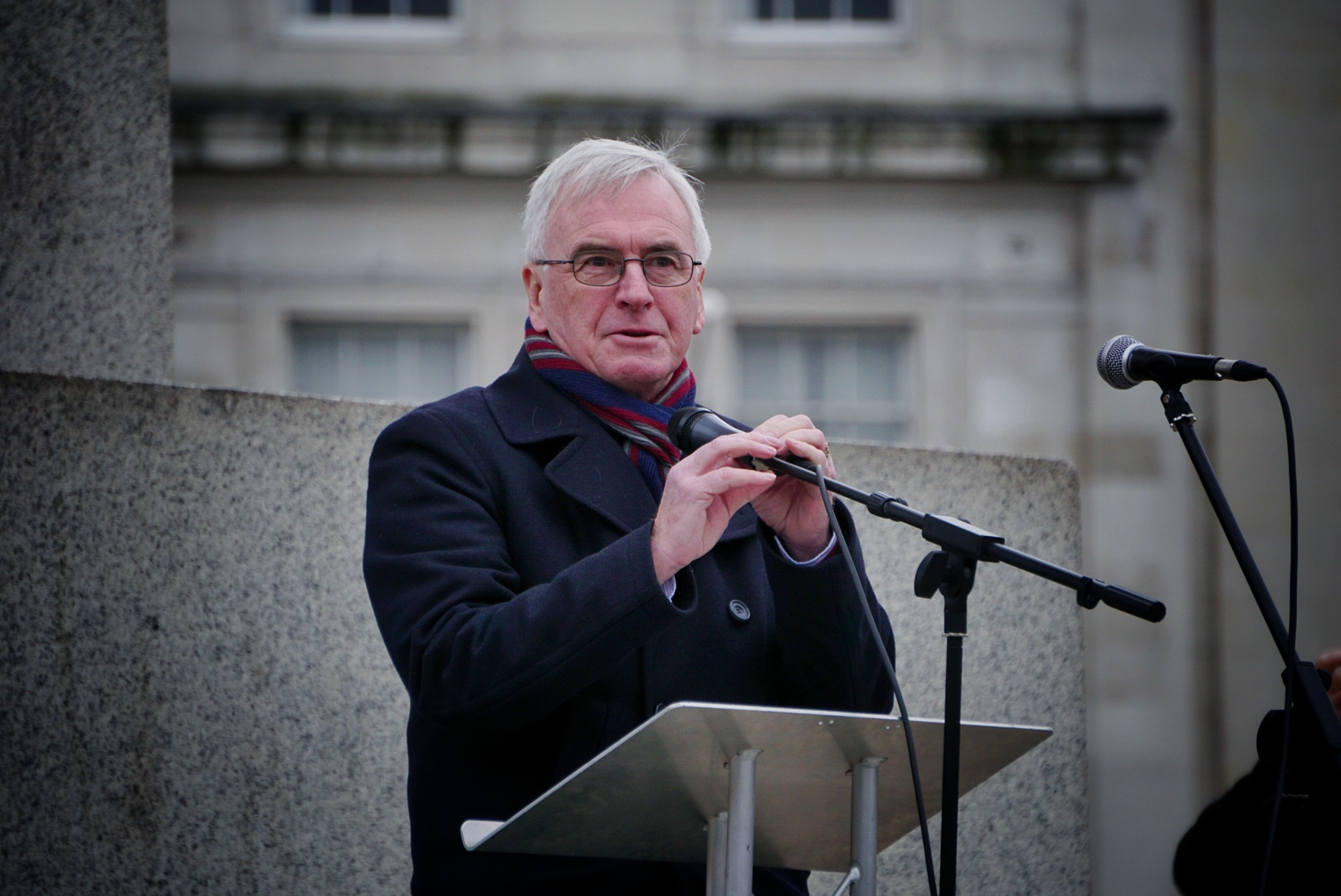
John McDonnell im Januar 2019

McDonnell steht politisch für einen klar linken Kurs. Während der Regierungszeit von Premierminister Tony Blair stellte er sich häufig gegen die Parteilinie von New Labour. Beispielsweise wandte er sich gegen den Irak-Krieg, die Privatisierung öffentlicher Dienste, die Umwandlung staatlicher Krankenhäuser in Stiftungen, gegen Studiengebühren, die Ausgliederung von Schulen aus dem staatlichen Schulsystem und die Antiterrorgesetze der Regierung Blair. 2003 äußerte er Respekt vor dem bewaffneten Kampf der terroristischen IRA. Er nannte seine stärksten intellektuellen Einflüsse „Marx, Lenin und Trotzki“. Er opponiert gegen die Austeritätspolitik im Gefolge der Finanzkrise nach 2007, befürwortet eine Bankenregulierung und mehr Steuergerechtigkeit und -transparenz.
2017 äußerte McDonnell gegenüber dem britischen Historiker und Journalisten Andy Beckett, dass er eine schrittweise Transformation des britischen Wirtschaftssystems anstrebe. Er wolle weiter gehen als NEF, die eine Verdoppelung der Genossenschaften in Großbritannien vorgeschlagen hat. Labour kämpfe für eine demokratische Wirtschaft. Inklusive Eigentumsfonds könnten zu einer anderen Unternehmenskultur führen. In seiner Rolle als Schattenkanzler stellte er das Programm Alternative Models of Ownership vor, das Genossenschaften, kommunale Unternehmen mit lokaler Mitbestimmung und Staatsbetriebe als dominante Körperschaftsformen einer künftigen britischen Volkswirtschaft vorsah.
Nachdem McDonnell Anfang Februar 2020 eine Demonstration für Julian Assange vor dem Unterhaus leitete geleitet hatte, besuchte er diesen am 18. Februar 2020 gemeinsam mit zwei australischen Parlamentariern.